# Синиця Євген Валентинович
Євге́н Валенти́нович Сини́ця (нар. 1 липня 1974) — український історик, археолог, спеціаліст з епохи раннього середньовіччя. Народився на Приморщині, РСФСР. Випускник історичного факультету  Київського університету Шевченка (1996). Асистент кафедри  археології та музеєзнавства історичного факультету (з 1999). Керує розкопками Канівського поселення.  

## Біографія
Синиця народився 1 липня 1974 року у селі Камінь-Риболов, Ханкайського району, Приморського краю РСФСР.
У 1991—1996 роках навчався на історичному факультеті Київського національного університету імені Тараса Шевченка; у 1991—1996 роках — в аспірантурі.
З 1999 року працював асистентом кафедри археології та музеєзнавства історичного факультету Київського національного університету імені Тараса Шевченка. Керує розкопками «Канівського поселення полян» переддавньоруського часу.

## Праці

### Статті
- Питання топографії поховальних пам'яток V - середини VII ст. у Верхньому Подніпров'ї //Вісник Київського університету імені Тараса Шевченка.- серія "Історія".- вип.40.- К.- 1998 р.с.16-18.
- Ранньосередньовічні інгумації в ареалі пеньківської культури //Vita Antiqua.- № 2.- 1999 р.с.98-110.
- До проблеми інтерпритації поховальних пам'яток в археології //Вісник Київського національного лінгвістичного університету.- серія "Історія, економіка, філософія".-вип.5.- К. - 2001 р.с.335-343.
- До питання про формування ранньосередньовічних курганних старожитностей у Південно-Східній Європі //Наукові записки з української історії.- вип.12.- Переяслав-Хмельницький.- 2001 р.с.8-21.
- Охоронні розкопки на Канівщині  // Археологічні відкриття в Україні 2001-2002. - К.. Інститут археології НАН України. - 2002. - С. 109-111. (у співавторстві з Гладких М.І., Рижовим С.М.)
- Топографія слов'янських поховальних пам'яток V-VII ст. у Південно-Східній Європі // Vita antiqua.-№ 5-6.- К.-2003.- С.164-170.
- Деякі підсумки вивчення грунтових могильників ранніх слов'ян у Східній Європі // Слов’янські обрії. – К., 2006. Вип .1. – С. 196-213.
- Сарматське поховання з хутора Хмільна // Проблеми археології Середнього Подніпров’я. До 15-річчя заснування Фастівського державного краєзнавчого музею. – Київ-Фастів, 2005. – С. 269-292 (у співавторстві з Кравченко О.В.)
- Археологічні дослідження на території Канівського природного заповідника у 2005 році // Літопис природи. – К. – 2005 . –С. 155-163.
- Сарматское погребение из хутора Хмильна в контексте сарматско-зарубинецких отношений // Sarmatia-Germania. – Калининград, 2008. – С. 132-165.
- Життя як археологічний пошук (до 60-річчя Ростислава Терпиловського) // Українознавство – 2009: Календар-щорічник / Упорядники В. Піскун, А. Ціпко, О. Щербатюк. – К.: ВПЦ «Київський університет». –  2008. – С. 269-271 (у співавторстві з Ю.Ю. Башкатовим).
- Піт-стоп (до 60-річчя Р.В. Терпиловського) // Vita Antiqva № 7-8 К., 2009 – С. 9-20.
- Комплекс будівлі 6 з Канівського поселення (розкопки 2006 року) // Vita Antiqva № 7-8 К., 2009 – С. 250-260.
- Археологія ранніх слов’ян та їх сусідів (підручник) // Наукові розробки Київського національного університету імені Тараса Шевченка. Частина 2. Соціогуманітарні науки К., 2009 – С. 28. (у співавторстві з Терпиловським Р.В.).
- Система «територіальної оборони» ранніх слов'ян на Поділлі// Воєнна історія Поділля та Буковини. – К., 2009. - С. 13-19
- Археологічні дослідження пам'яток раннього середньовіччя на території Канівського природного заповідника: історія, здобутки,  перспективи. // Археологія та давня історія України. – Вип. 1: Проблеми давньоруської та середньовічної археології. – К., 2010. – С. 226-237 (у співавторстві з Р.В. Терпиловським)
- Фибулы «щиткового типа» черняховской культур // Германия – Сарматия. – Калининград – Курск. – 2010. – С. 113 – 131. (у співавторстві з О.В. Петраускасом).
- Критерії відбору комплексів для аналізу структури керамічних наборів на пам'ятках східних слов'ян переддержавного періоду: досвід та сучасна практика// Наукові записки з української історії. – Вип. 26. –  Переяслав-Хмельницький. – 2011. – С. 29 – 41. (у співавторстві з В.В Довгун, І.А. Олексієнком)
- Перунові діти. Військова справа слов'ян на початку Середньовіччя. – К.: «Темпора». – 2012. – Науково-популярна серія «Militaria Ucrainika». – 276 с.
- Давні слов'яни. Археологія та історія: навчальний посібник. – К.: «Стародавній Світ», 2012. – 366 с. (у співавторстві з Р.В.Терпиловський Н.С. Абашиною, Д.Н. Козаком).
- Ще раз про склавинів та антів // Етнічна історія народів Європи. – №  37. – К. 2012. – С. 104-108.
- Ще раз про взаємовідносини між сарматами та носіями зарубинецької археологічної культури // Етнічна історія народів Європи. 2013. – № 39. – С. 15 – 21.
- Історія в термінах і поняттях: довідник. – К.: МП М.І. Сергійчук, 2014. – 714 с. - є автором 29 статей (з них 14 у співавторстві), загальною кількістю – 3,5 друк. арк.
- Каневское поселение VIII-X вв. в свете археологических исследований последних дет. // Верхнедонской археологический сборник. Вып. 5. Липецк, 2014. С. 256-265 (у співавторстві з Р.В. Терпиловським).
- Багатошарове поселення між Ходосівкою та Лісниками // Археологічні дослідження в Україні 2012. – К., 2014. – С. 130-131 (у співавторстві з І.А. Готуном, О.М. Казимиром, Ю.О. Грициком, Т.В. Лозницею, М.О. Гунь).
- Дослідження поселення Козаків Яр у Ходосівці // Археологічні дослідження в Україні 2013. – К., 2014. – С. 146 (у співавторстві з І.А. Готуном, О.М. Казимиром, В.Ю. Непомящих, Ю.Г. Колосовим, Д.О. Шахраєм, Т.В. Лозницею, М.В. Квітницьким).
- Поле битви - Україна. Від "володарів степу" до "кіборгів". Воєнна історія України від давнини до сьогодення. – Харків: "Клуб сімейного дозвілля". – 2016. - Науково-популярне видання. – 350 с. (у співавторстві з Відейком М., Галушкой А., Галушкой К., Громенком С., Майоровим М., Плахоніним А., Примаченком Я., Руккасом А., Сокиркою О., Черкасом Б.)
- Тіні згаданих предків. Від склавинів до русинів. Прадавня Україна, Русь і походження українців. – Харків: "Клуб сімейного дозвілля". – 2016. - Науково-популярне видання. – 353 с. (у співавторстві з Відейком М., Комаром О., Плахоніним А., Моцею О.).
- Історія українського війська. – Харків: "Клуб сімейного дозвілля". – 2016. - Науково-популярне видання. – 416 с. (у співавторстві з Відейком М., Галушкой А., Лободаєвим В., Майоровим М., Примаченком Я., Руккасом А., Сокиркою О., Харуком А., Черкасом Б.)
- Південно-східна периферія селища Ходосівка-Рославське //Археологічні дослідження в Україні 2014. – К., 2015. – С. 83 (у співавторстві з Готун І.А., Гунь М.О., Казимір О.М., Сухонос А.М.).
- Продовження досліджень розкопу ІІІ на селищі в Софійській Борщагівці // Археологічні дослідження в Україні 2014. – К., 2015. – С. 87-90 (у співавторстві з Готуном І.А., Гунь М.О., Казиміром О.М., Лозницию Т.В., Непомящих В.Ю., Осипенком М.С., Шахраєм Д.О.)
- Розкопки південної частини Софійсько-Борщагівського селища // Археологічні дослідження в Україні 2014. – К., 2015. – С. 90-94 (у співавторстві з Бабенком Р.В., Готуном І.А., Гунь М.О., Казиміром О.М., Лозницию Т.В., Непомящих В.Ю., Осипенком М.С., Шахраєм Д.О.)
- "Кущі поселень" з східноєвропейських археологічних культурах І тис. н.е: інтерпретаціна модель та археологічні реалії (до постановки проблеми) // Людина та ландшафт. Географічний підхід в первісній археології. Тези доповідей міжнародної наукової конференції. – К., 2016. – С. 84
- Середньовічне селище Ходосівка-Рославське за результатами робіт 2015 р. // Археологічні дослідження в Україні 2015. – К., 2016. – С. 62-64 (у співавторстві з Готуном І.А., Сухоносом А.М., Гунь М.О., Казиміром О.М.)
- Вивчення північної частини Софіївського-Борщагівського поселення // Археологічні дослідження в Україні 2015. – К., 2016. – С. 67-71 (у співавторстві з Готуном І.А., Казиміром О.М., Бабенком Р.В., Непомящих В.Ю., Шахраєм Д.О., Гунь М.О., Лозницию Т.В.)
- Ранньослов’янська пам’ятка в околицях Києва // Археологічні дослідження в Україні 2015. – К., 2016. – С. 73-74 (у співавторстві з Готуном І.А., Казиміром О.М., Бабенком Р.В., Шахраєм Д.О., Синицею М.Є.)
- Археологічне минуле Канівщини // Тарахан-Береза З. Святиня : Чернеча Гора та стародавній монастир Канівський. - К., 2018. - C. 7-16 (у співавторстві з П.Шидловським, З. Тарахан-Березою)